# Маккинни, Кеннеди
Ке́ннеди Макки́нни (англ. Kennedy McKinney; 10 января 1966, Эрнандо) — американский боксёр легчайших весовых категорий, выступал за сборную США во второй половине 1980-х годов. Чемпион летних Олимпийских игр в Сеуле, призёр многих международных турниров и национальных первенств. В период 1989—2003 успешно боксировал на профессиональном уровне, владел титулами чемпиона мира по версиям МБФ и ВБО.

## Биография
Кеннеди Маккинни родился 10 января 1966 года в городе Эрнандо, штат Миссисипи. Первого серьёзного успеха на ринге добился в 1985 году, когда в наилегчайшем весе дебютировал на взрослом первенстве США и сразу же занял второе место, проиграв лишь Артуру Джонсону. Год спустя повторил это достижение, а ещё через год поднялся в легчайшую весовую категорию и дошёл до полуфинала национального чемпионата — на этот раз его остановил Майкл Коллинз. В марте 1988 года принимал участие в матчевых встречах СССР — США, встречался на ринге с известным советским боксёром Александром Артемьевым, уступив ему по очкам. Вновь вынужден был довольствоваться серебром американского чемпионата, однако на квалификационных соревнованиях этого сезона проявился себя с лучшей стороны, победив всех конкурентов по сборной и пройдя отбор на летние Олимпийские игры в Сеул. На Олимпиаде взял верх над всеми соперниками, в том числе над кенийцем Стивеном Мвемой, тайцем Пхачоном Мунсаном и болгарином Александром Христовым, и получил золотую медаль.
Получив мировую известность, вскоре после этого турнира Маккинни решил попробовать себя среди профессионалов и покинул национальную сборную. В феврале 1989 года провёл свой первый профессиональный бой, уже во втором раунде техническим нокаутом победил соотечественника Дэвида Элерса. В течение трёх последующих лет не проиграл ни одного матча, а в декабре 1992 года ему выпал шанс побороться за титул чемпиона мира в во втором легчайшем весе по версии Международной боксёрской федерации (МБФ). Бой против действующего чемпиона Уэлкома Нситы получился напряжённым и продлился одиннадцать раундов, но в итоге американец нокаутировал оппонента и завоевал чемпионский пояс. Пять раз защитил титул, после чего в августе 1994 года уступил его южноафриканцу Вуяни Бунгу — это поражение журналом The Ring было названо главной неожиданностью года.
Два года спустя Маккинни стал претендентом на титул чемпиона мира по версии Всемирной боксёрской организации (ВБО), однако победить действующего чемпиона Марко Антонио Барреру ему не удалось — мексиканец регулярно отправлял претендента в нокдауны, и рефери пришлось остановить поединок. В апреле 1997 года состоялся матч-реванш с Бунгу, тем не менее, вернуть себе пояс МБФ американец не сумел, проиграв раздельным решением судей. Несмотря на череду поражений, Маккинни продолжал выходить на ринг и в декабре того же года всё-таки выиграл титул чемпиона ВБО, одолев соотечественника Джуниора Джонса. В ноябре 1998 года поднялся в полулёгкую весовую категорию, чтобы побороться с филиппинцем Луисито Эспиносой за титул чемпиона мира по версии Всемирного боксёрского совета (ВБС), но проиграл уже во втором раунде.
После этого матча карьера Кеннеди Маккинни резко пошла на спад, он продолжал участвовать в боях профессионального бокса вплоть до 2003 года, но дрался уже не с самыми сильными противниками и часто проигрывал. Всего среди профессионалов он провёл 43 боя, из них 36 окончил победой (в том числе 19 досрочно), шесть раз проиграл, в одном случае была зафиксирована ничья. Завершив карьеру спортсмена, остался работать в боксе, став тренером. Ныне возглавляет собственный боксёрский зал, где занимается подготовкой многих перспективных проспектов.